# ملفين أو. آدامز
ملفين أو. آدامز (بالإنجليزية: Melvin O. Adams)‏ هو محامي أمريكي، ولد في 7 نوفمبر 1847، وتوفي في 9 أغسطس 1920.